# قصائد مغضوب عليها
قصائد مغضوب عليها، مجموعة شعريّة سياسيّة من مؤلفات الشاعر العربي السوري نزار قباني، صدرت في عام 1986، عن منشورات نزار قباني في بيروت، لبنان.